# Ommatius stackelbergi
Ommatius stackelbergi är en tvåvingeart som först beskrevs av Richter 1960.  Ommatius stackelbergi ingår i släktet Ommatius och familjen rovflugor. Inga underarter finns listade i Catalogue of Life.